# ヴィクター・ヴィト
ヴィクター・ヴィト（Victor Vito 1987年3月27日 - ）は、ニュージーランド出身の元ラグビーユニオン選手。現役時代のポジションはナンバーエイト(No8)、フランカー(FL)。

## 人物
1987年3月27日、ウェリントンで生まれる。
身長192cm、体重109kg。

## キャリア
ウェリントン・スコッツ・カレッジ卒業、カレッジ在学中の2004年、ラグビーニュージーランドセカンダリースクール(中高一貫システム校)代表に選出される。
2006年、19歳以下代表に選出、チームキャプテンを務め、IRB Under 19 Player of the Year Awardにノミネートされる。同年、エアニュージーランドカップ(現ITM CUP)ウェリントン州代表に入り、ワイカト戦でデビュー。
2007年、21歳以下代表に選出、同年～2008年の2年連続でセブンス代表に選出される。
2009年、スーパー14(現スーパーラグビー）のハリケーンズに入り、ハイランダーズ戦でデビュー。
2010年、オールブラックスに初選出、6月12日のアイルランド戦で代表デビュー。
2016年、トップ14、ラ・ロシェルに加入。
2022年、現役を引退した。

### 解説者デビュー
2010年、ウェリントンで開催されたセブンス大会で、スカイネットワークＴＶ(Sky Network Television)の試合解説を担当する。 

## リンク
- ヴィクター・ヴィト (@VictorVito1103) - X（旧Twitter）
- ヴィクター・ヴィト (@victorvito1103) - Instagram
- Ultimate Victor Vito
- Victor Vito Rugby Union
- Hurricanes Profile
- All Blacks ID=1367